# Fary Seye
Pour les articles homonymes, voir Seye.
Fary Seye, née le 29 mars 1984, est une judokate sénégalaise.

## Biographie
Fary Seye est médaillée de bronze en moins de 57 kg aux Jeux africains de 2007 à Alger, aux Championnats d'Afrique de judo 2008 à Agadir avant de remporter le titre en moins de 63 kg aux Championnats d'Afrique de judo 2009 à Maurice. 
Elle est ensuite médaillée de bronze en moins de 63 kg aux Jeux de la Francophonie 2009 à Beyrouth, aux Championnats d'Afrique de judo 2011 à Dakar et aux Jeux africains de 2011 à Maputo.
Elle arrête la compétition en 2012 avant de reprendre le judo au niveau national en 2016.
Elle est promue arbitre A de la Fédération internationale de judo en mai 2017.